# Pierre Desproges

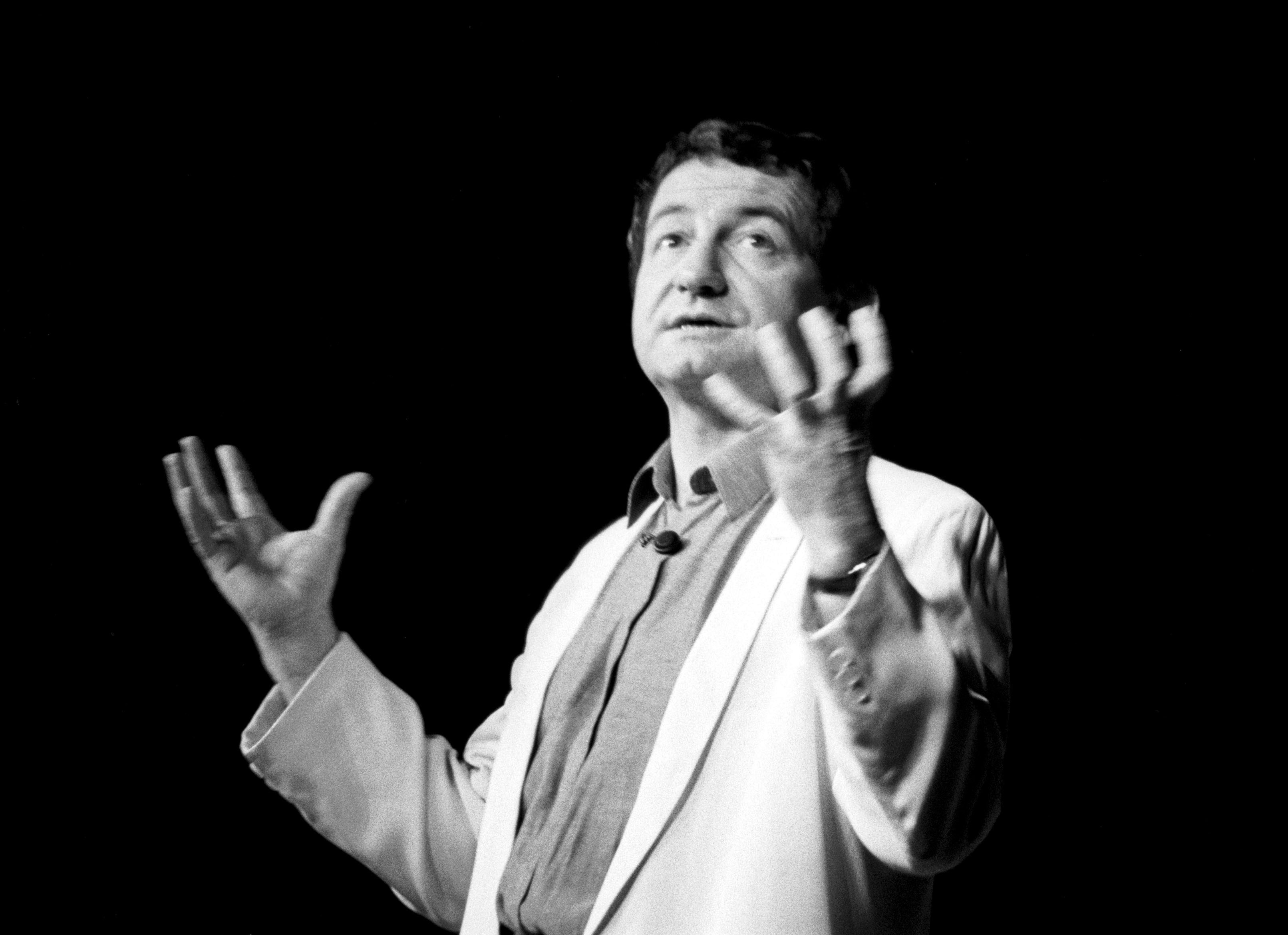
Pierre Desproges

Pierre Desproges (* 9. Mai 1939 in Pantin; † 18. April 1988 in Paris) war ein französischer Humorist, Autor und Fernseh-Kabarettist.

## Leben
Desproges verdiente seinen Lebensunterhalt zunächst als Journalist und entwickelte sich mit den Jahren zu einem Satiriker. Mit seinen kabarettistischen Soloprogrammen bestritt er Tourneen durch Frankreich, Belgien und die Schweiz. Mit seinen Radio- und Fernsehsendungen in den 1980er-Jahren erreichte er in Frankreich Popularität. Cartoonisten wie Georges Wolinski und Jean-Marc Reiser arbeiteten mit ihm zusammen. Sein früher Tod mit 49 Lebensjahren im April 1988, kurz vor der Uraufführung seines dritten Solokabarettprogramms, war die Folge einer Krebserkrankung. Pierre Desproges wurde auf dem Friedhof Père-Lachaise in Paris gegenüber von Frédéric Chopin beerdigt.

## Sein Humor
Desproges setzte einen bissigen Humor literarisch ein, stellte sich oft durch ungewohnte Witzthemen dar, wobei er politisch Partei ergriff. „Man kann über alles lachen, aber nicht mit jedem“.
Sein Humor spiegelte seine antimilitaristische Haltung („Man muss nicht an den Dummen verzweifeln. Mit ein bisschen Übung kann man Militaristen aus ihnen machen“) oder die Einstellung gegen Rassismus („Es gibt mehr Menschlichkeit im Auge eines Hundes, wenn er mit dem Schwanz wedelt, als in dem Schwanz von Le Pen, wenn er sein Auge bewegt“, „Anne Sinclair hat erklärt, sie hätte niemals einen Nicht-Juden geheiratet – das könnte man als eine Art Rassismus auslegen“).
Desproges befasste sich auch mit sensiblen Themen wie der Religion („Gott hat gesagt: ‚Du sollst Deinen Nächsten lieben wie Dich selbst‘, das ist wahr. Aber Gott oder nicht Gott, ich habe einen Horror davor, dass man mich duzt und dann hätte ich lieber, dass es nicht meine Schuld ist“), dem Zweiten Weltkrieg („Das Schlimme bei der Kollaboration ist, dass man die Juden verraten musste; aber das Schlimme am Maquis ist, dass man mit ihnen leben musste“) und selbst seiner eigenen Krankheit („Plus cancéreux que moi, tumeur!“ – ein Wortspiel, entschlüsselt: „Wer noch mehr Krebs hat als ich, stirbt“).
Auch die wirtschaftliche Situation eines Satirikers sah er kritisch: „Ich schäme mich, an einem Abend soviel zu verdienen wie ein Facharbeiter in drei Monaten, obwohl gar nicht weit von hier, in diesem Augenblick, Guy Bedos [ebenfalls ein Humorist] an einem Abend sechs Monatsgehälter eines höheren Angestellten verdient!“

## Karriere
Desproges war als Journalist bei L’Aurore tätig und machte durch ungewöhnliche Kurzgeschichten auf sich aufmerksam. Weiter trat er 1975 bis 1977 in der sonntäglichen satirischen Fernsehsendung Le Petit Rapporteur auf. Vergleichbar im deutschen Fernsehen sind am ehesten die Auftritte eines Mathias Richling oder des Scheibenwischers. Seine kabarettistische Leistung in dieser Sendung von Jacques Martin, in der auch der Komödiant Daniel Prévost auftrat, war geprägt von schwarzem Humors und Sarkasmus.
Desproges trat in Le Tribunal des flagrants délires mit Claude Villers und Luis Rego auf und er hatte eine tägliche Sendung auf France Inter mit dem Namen Chroniques de la haine ordinaire (Chronik des gewöhnlichen Hasses). Zusammen mit Thierry Le Luron moderierte er die satirische wöchentliche Sendung Les Parasites sur l’antenne (Die Parasiten auf Sendung).
Ebenfalls auf FR3 hatte er eine Kolumne mit dem Namen La Minute nécessaire de Monsieur Cyclopède, die nach seiner eigenen Aussage Frankreich in zwei Parteien spaltete: „die Dummköpfe, die sie mögen und die Dummköpfe, die sie nicht mögen.“

## Werk

### Zeitung
- La Veillée des Chaumières, wöchentliche frz. Frauenzeitschrift, 1967. Texter für Fotoromane.
- Bonne Soirée, frz. Frauenzeitschrift, 1967. Redakteur des Partnerschaftsratgebers Courrier du Cœur unter dem Namen Liliane d'Orsay, ein Pseudonym, das Jahre zuvor schon René Goscinny benutzt hatte.
- L‘Aurore, konservative Pariser Tageszeitung, 1967–1970. Redakteur für die Kurzglosse Bref (In Kürze).
- Pilote, frz. Satire- und Comiczeitschrift, 1980. Regelmäßige Beiträge.

### Fernsehen
- Le Petit Rapporteur, TF1 Fernsehen, 1975–1977. Fernsehdebüt in der wöchentlichen Nachrichtensatire von Jacques Martin und seinem Ensemble.
- Les bons conseils du Professeur Corbiniou, TF1 Fernsehen, 1980. Kindersendung. Autor und Interpret.
- Merci Bernard, FR3 Fernsehen, Satiresendung, 1981. Gemeinsam mit seinem Freund Jean-Louis Fournier entwickelt er das Format und wirkt in den ersten Folgen mit.
- La minute nécessaire de Monsieur Cyclopède, FR3 Fernsehen, 1982–1983. Parodie eines Magazins für Allgemeinbildung, 100 Folgen. Kurze satirische Glossen und Sketche.
- Pierre Desproges se donne en spectacle – Théatre Fontaine, FR3 Fernsehen, 1986.

### Bühne
- Thierry Le Luron à L‘Olympia, Bühnenshow, 1977. Vorprogramm für den Soloabend des komisch-satirischen Multitalents Thierry Le Luron im Olympia.
- Qu’elle est verte ma salade, Théâtre des 400 coups, 1978–1979. Bühnenshow mit der Schweizer Schauspielerin Evelyne Grandjean.
- Le Luron à Bobino, Bühnenshow, 1978–1979. Vorprogramm für den Soloabend des Kollegen Thierry Le Luron im Bobino.
- Pierre Desproges se donne en spectacle – Théâtre Fontaine, 1984–1985. Dreimonatiges Gastspiel mit seinem ersten satirischen Soloprogramm im Pariser Théâtre Fontaine. Von Juni 1984 bis Dezember 1985 gibt Desproges im Rahmen einer Tournee mit dem Programm über 200 Vorstellungen auf verschiedenen Bühnen des gesamten französischen Sprachraums.
- Pierre Desproges se donne en spectacle – Théâtre Grévin, 1986–1988. Das zweite Soloprogramm hat Premiere im Pariser Théâtre Grévin. 1987–1988 unternimmt Desproges damit eine Bühnentournee durch Frankreich, Belgien und die Schweiz. Danach, mitten in den Vorbereitungen für das dritte Soloprogramm, stirbt Desproges.

### Radio
- Saltimbanques, Radio France Inter, 1978–1979. Sendereihe mit Jean-Louis Foulquier, der in Frankreich als lebende Radiolegende gilt.
- Parasites sur l’antenne, Radio France Inter, 1978–1979. Duo mit Thierry Le Luron.
- Du varech dans mes espadrilles, Radio France Inter, 1978–1979.
- Le Luron de midi, Radio France Inter, 1980. Tägliche Radiokolumne mit Thierry Le Luron.
- Le Tribunal des Flagrants Délires, Radio France Inter, 1980–1983. Satire in Form der Gerichtsparodie mit den Kollegen Claude Villers, Luis Rego und jeweils einem prominenten Gast als „Angeklagtem“.
- Si c‘est pour la culture on a déjà donné, Radio RMC, 1981–1982. Wöchentliche Radiosatire. Autor und Interpret mit Michel Denisot und Valérie Mairesse.
- Chroniques de la haine ordinaire, Radio France Inter, 1986. Tägliche Kurzglosse. Die Sendung hat in Frankreich bis heute Kultstatus.

### Schriften
- Pierre Desproges: Manuel de savoir-vivre a l’usage des rustres et des malpolis. Seuil/Points, 1981, ISBN 2-02-032128-9.
- Pierre Desproges: Vivons heureux en attendant la mort. Kolumnen. Seuil/Points Virgule, 1983, 1991, 1994, 1998, ISBN 2-02-032042-8.
- Pierre Desproges: Dictionnaire superflu à l’usage de l'élite et des bien nantis. Glossen, Seuil/Points, 1985, ISBN 2-02-032436-9.
- Pierre Desproges: Des Femmes qui tombent. Roman, Seuil/Points, 1985, ISBN 2-02-008974-2.
- Pierre Desproges: Chroniques de la haine ordinaire. Manuskript d. gleichn. Radiokolumnen, Seuil/Points, 1987, 1991, ISBN 2-02-032041-X.
- Pierre Desproges: Textes de scène. Die Manuskripte der beiden Bühnenprogramme von D. Seuil/Points, 1988, ISBN 2-02-010383-4.
- Pierre Desproges: L’Almanach. Kolumnen aus dem Nachlass. Rivages, 1988, ISBN 2-86930-168-5.
- Pierre Desproges: Fonds de tiroir. Kolumnen, Glossen und Fragmente aus dem Nachlass. Seuil/Points, 1992, ISBN 2-02-010902-6.
- Pierre Desproges: Les étrangers sont nuls. Glossen; mit Illustrationen von Édika. Seuil, 1992, ISBN 2-02-019135-0.
- Pierre Desproges: La minute nécessaire de Monsieur Cyclopède. Manuskript d. gleichn. TV-Kolumnen, Seuil, 1995, ISBN 2-02-026093-X.
- Pierre Desproges: Les bons conseils du professeur Corbiniou. Kinderbuch, Seuil/Nemo, 1997, ISBN 2-02-032639-6.
- Pierre Desproges, Yves Riou, Philippe Pouchain: La seule certitude que j’ai c’est d’être dans le doute. Pierre Desproges 1986 im Interview, Seuil/Points, 1997, ISBN 2-02-034553-6.
- Pierre Desproges: Le Petit Reporter. Kurzglossen aus L’Aurore (1970–1975), Seuil/Points, 1999, ISBN 2-02-039714-5.
- Pierre Desproges: Die schöne Geschichte von der pummeligen Kröte und andere Gemeinheiten. Deutsche Übertragung der Chroniques de la haine ordinaire. Lappan 1999, 113 S., ISBN 3-89082-844-2.
- Pierre Desproges: Les réquisitoires du tribunal des flagrants délires, Tomes 1 et 2 (Relié). Seuil/Points, 2003, 113 S., ISBN 2-02-068626-0.
- Pierre Desproges: Chroniques de la haine ordinaire: Volume 2. Manuskript d. gleichn. Radiokolumnen, Seuil/Humour, 2004, ISBN 2-02-068905-7.
- Pierre Desproges: Tout Desproges. Seuil, 2008, ISBN 978-2-02-097151-5